# لوئیس کامیلری
لوئیس کامیلری (به انگلیسی: Louis Camilleri) (زاده ۱۹۵۵) کارآفرین، اقتصاددان و مدیر ارشد اجرایی آمریکایی مصری‌تبار است، که اکنون به‌عنوان رییس هیئت مدیره شرکت فیلیپ موریس فعالیت می‌نماید.
کامیلری از سال ۱۹۹۵ تا ۲۰۰۱ مدیرعامل کرفت فودز و از ۲۰۰۲ تا ۲۰۰۵ رییس هیئت مدیره موندلیز بود، همچنین از سال ۲۰۰۲ تا ۲۰۰۸ به عنوان مدیر عامل اجرایی و رئیس هیئت مدیره شرکت آلتریا فعالیت کرد، در فاصله سال‌های ۲۰۰۲ تا ۲۰۰۴ مدیرعامل سبمیلر بود. وی هم‌اکنون عضو هیئت مدیره شرکت‌های تلمکس، آمریکا موویل، بازار بورس نیویورک و فیلیپ موریس می‌باشد.
لوئیس کامیلری بر زبان انگلیسی، زبان فرانسوی، زبان ایتالیایی و زبان آلمانی مسلط است. خانواده وی در مصر زندگی می‌کنند و از مهاجران اهل مالت به‌شمار می‌آیند.